# Белфаст (Крайстчерч)
Бе́лфаст — пригород Крайстчерча в Новой Зеландии. Расположен к северу от Крайстчерча, неподалёку от реки Уаимакарири.

## История
Белфаст назван в честь города Белфаст в Северной Ирландии. Первоначально назывался Округ Норт-роуд, Севен-майл-пег, Стикс. Маори называют его Пурарекануи (маори Purarekanui). Джеймс МакНайт Уотт (англ. James McNeight Wat) (1838—1892), эмигрировавший сюда из Белфаста, был соучредителем местного мясокомбината, вокруг которого вырос посёлок. Считается, что Уотт дал современное название поселению.

## Промышленность и торговля
В Белфасте расположен хладокомбинат, супермаркеты Belfast New World и Northwood Supa Centa, в которых размещаются склады The Warehouse Group, магазины сети супермаркетов Countdown, Smiths City, ресторан Subway и другие ретейлеры. В 2006 году здесь был открыт бар Barracutta.
В Белфасте расположена домашняя база регбийной команды Belfast Cobras, которая выступает в Крайстчерче. Цвета команды — золотой с зелёным. Основная площадка команды расположена в Шелдон-парке. В северной части пригорода находятся предприятия лёгкой промышленности.
В течение последних лет другой пригород Крайстчерча, Нортвуд, увеличился в размерах, и стал вплотную примыкать к Белфасту.

## Личности, связанные с городом
- Джейми Натбраун (англ. Jamie Nutbrown), регбист
- Лес МакФадден, награждён в 2006 году Королевской медалью за службу
- Шейн Бонд[англ.], играет за национальную сборную Новой Зеландии по крикету (Black Caps).
- Билл Буш, игрок сборной Новой Зеландии по регби All Blacks, президент Белфастского регби-клуба Cobras.
- Уэйн Смит[англ.], помощник тренера сборной Новой Зеландии по регби.
- Крейг Грин[англ.], игрок сборной Новой Зеландии по регби.